# ヴィントガル峡谷

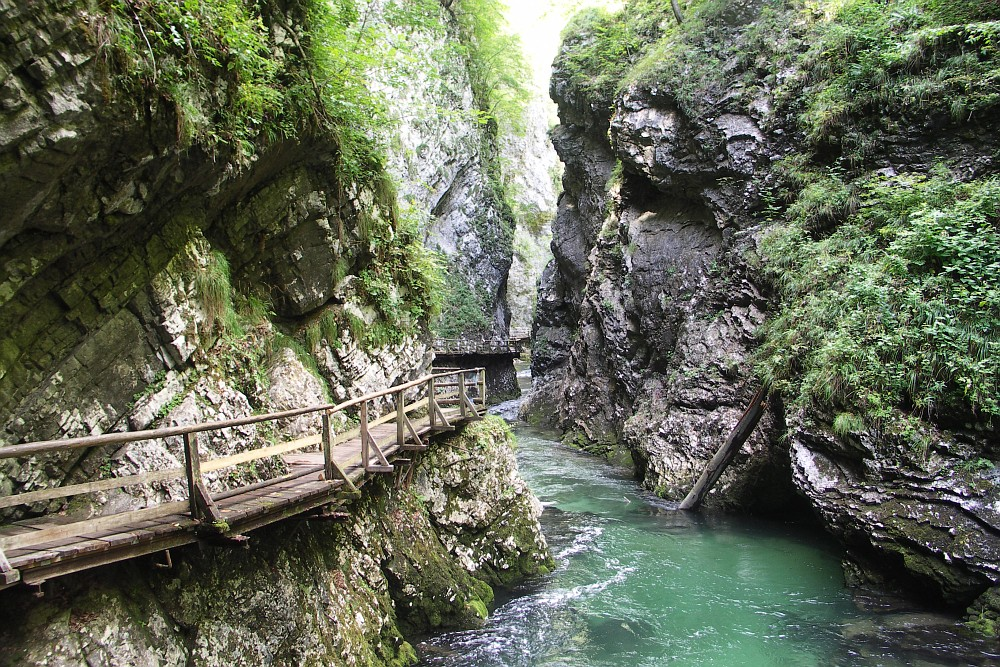
ヴィントガル峡谷

ヴィントガル峡谷 (ヴィントガルけいこく、Blejski Vintgar) はスロベニアのゴレンスカ地方に位置するブレッドより北西に4キロメートルほど行ったあたりの峡谷。谷間にはジュリア・アルプス山脈のトリグラウ山からラドウナ川が流れている。1891年にヤーコプ・ジューメルとベネディクト・レアゲットポーターによって発見された。現在は保護が進められており、立ち入るためには管理のための入谷料が必要である。
1893年8月26日より長さ1.6キロメートルを誇る谷間が観光客にも開放されるようになり、現在も多くの観光客が訪れている。観光しやすくするために、木でできた橋や、落石除けのネットなどが設けられている。峡谷の終わりにはシューム滝という13メートルの落下幅の滝がある。この滝はスロベニア国内で最も大きい滝である。